# Corriente máxima
La corriente máxima (también conocida como corriente admisible y, sobre todo en los países hispanoamericanos, como ampacidad, tomado del inglés ampacity) es la máxima intensidad de corriente que puede establecerse de manera constante por un conductor sin sobrepasar los límites de temperatura que afecten las características físicas y eléctricas del mismo. Esta corriente varía según las condiciones en que se encuentre el conductor, su sección, el material de su aislamiento y de la cantidad de conductores agrupados.
| Sección  | Sin ventilación | Con ventilación |
| -------- | --------------- | --------------- |
| 0,35 mm² | 1,00 A          | 1,00 A          |
| 0,50 mm² | 3,00 A          | 3,00 A          |
| 0,75 mm² | 8,00 A          | 10,0 A          |
| 1,00 mm² | 10,5 A          | 12,0 A          |
| 1,50 mm² | 13,0 A          | 15,5 A          |
| 2,50 mm² | 18,0 A          | 21,0 A          |
| 4,00 mm² | 24,0 A          | 28,0 A          |
| 6,00 mm² | 31,0 A          | 36,0 A          |
| 10,0 mm² | 42,0 A          | 50,0 A          |
| 16,0 mm² | 56,0 A          | 68,0 A          |
| 25,0 mm² | 73,0 A          | 89,0 A          |
| 35,0 mm² | 89,0 A          | 111 A           |
| 50,0 mm² | 108 A           | 134 A           |
| 70,0 mm² | 136 A           | 171 A           |
| 95,0 mm² | 164 A           | 207 A           |
| 120 mm²  | 188 A           | 239 A           |